# Dombóvár
Dombóvár è una città di 20 186 abitanti situata nella contea di Tolna, nell'Ungheria centro-meridionale.

## Amministrazione

### Gemellaggi
Dombóvár è gemellata con:
- Kernen im Remstal, Germania
- Ogulin, Croazia
- Puntadura, Croazia
- Höganäs, Svezia